# Berville-sur-Mer
Berville-sur-Mer is een gemeente in het Franse departement Eure (regio Normandië) en telt 481 inwoners (2004). De plaats maakt deel uit van het arrondissement Bernay.

## Geografie
De oppervlakte van Berville-sur-Mer bedraagt 5,1 km², de bevolkingsdichtheid is 94,3 inwoners per km².
De onderstaande kaart toont de ligging van Berville-sur-Mer met de belangrijkste infrastructuur en aangrenzende gemeenten.

## Demografie
Onderstaande figuur toont het verloop van het inwonertal (bron: INSEE-tellingen).